# Olaf Andreas Holm
Olaf Andreas Holm, född den 26 juli 1845 i Bergen, död den 31 december 1933 i Oslo, var en norsk präst och författare.
Holm blev 1872 teologie kandidat, 1878 kyrkoherde i Tysfjorden, 1884 komminister i Rakkestad, där han ledde mycket besökta repetitionskurser för folkskolans lärare, 1897 kyrkoherde i Hurum och 1904 i Røken. Holm utgav bland annat diktsamlingen Fra mine fritimer (1877), Hvad og hvorledes. Fire religiøse afhandlinger (1891), Kristus (1892), Kristus eller Ibsen (1893), Hvorledes bliver man kristen? (1893) och Aand og liv (1896).